# 熊谷直樹 (外交官)

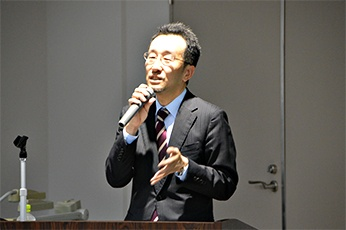
2016年10月18日、大阪大学にて

熊谷 直樹（くまがい なおき、昭和43年6月4日 -）は、日本の外交官。

## 人物
新潟県出身。1992年3月に東京大学法学部第二類卒業後、外務省入省。在インド大使館公使、在韓国大使館公使等を経て、2024年1月より大臣官房審議官（Ｇ７外相会合、貿易大臣会合準備事務局長、総合外交政策局、領事局担当）を務める。

## 略歴
- 平成4年4月　外務省入省
- 平成19年1月　国際連合日本政府代表部 一等書記官
- 平成21年1月　国際連合日本政府代表部 参事官
- 平成22年7月　総合外交政策局総務課 首席事務官
- 平成23年8月　総合外交政策局総務課外交政策調整官
- 平成24年4月　兼 総合外交政策局総務課宇宙室長（～平成24年9月）
- 平成24年8月　総合外交政策局総務課主任外交政策調整官
- 平成25年8月　アジア大洋州局南部アジア部南東アジア第二課長
- 平成27年9月　北米局日米安全保障条約課長
- 平成29年9月　大臣官房広報文化外交戦略課長
- 平成30年7月　在インド日本国大使館 公使
- 令和3年5月　在大韓民国日本国大使館 公使
- 令和6年1月　大臣官房審議官（Ｇ７外相会合、貿易大臣会合準備事務局長、総合外交政策局、領事局担当）

## 同期
- 池上正喜（23年大臣官房審議官（欧州局担当））
- 石瀬素行（24年国際情報統括官）
- 金井正彰（24年国際法局長）
- 片平聡（23年経済局長）
- 北村俊博（23年大臣官房審議官（中東アフリカ局、中東アフリカ局アフリカ部、国際協力局、地球規外模課題担当））
- 高田真里（21年在重慶総領事）
- 中村和彦（24年地球規模課題審議官・22年大臣官房審議官）
- 中村仁威（24年軍縮不拡散・科学部長、国際法研究者）
- 中村亮（23年アジア大洋州局南部アジア部長）
- 西永知史（23年大臣官房審議官（総合外交政策局担当））
- 原圭一（23年ジブチ大使）
- 別所健一（23年ミュンヘン総領事）
- 宮下匡之（24年儀典長・24年大臣官房審議官（総括担当）兼大臣官房公文書監理官）